# Edwin Czerwick
Edwin Czerwick (* 16. Juni 1951 in Offenbach am Main) ist ein deutscher Politikwissenschaftler.

## Leben
Nach dem Studium (1970–1976) der Politikwissenschaft, Geschichte und Pädagogik (1976 erstes Staatsexamen für das Lehramt an Gymnasien), der Promotion 1980 zum Dr. phil. im Fach Politikwissenschaft in Frankfurt am Main und der Habilitation 1998 im Fach Politikwissenschaft ist er seit 2004 außerplanmäßiger Professor am Institut für Soziologie und Politikwissenschaft der Universität Koblenz-Landau, Campus Koblenz.

## Schriften (Auswahl)
- Die Ökonomisierung des öffentlichen Dienstes. Dienstrechtsreformen und Beschäftigungsstrukturen seit 1991. Wiesbaden 2007, ISBN 3-531-15288-2.
- Systemtheorie der Demokratie. Begriffe und Strukturen im Werk Luhmanns. Wiesbaden 2008, ISBN 3-531-15644-6.
- Politik als System. Eine Einführung in die Systemtheorie der Politik. München 2011, ISBN 978-3-486-70223-1.
- Funktionalismus. Konturen eines Erklärungsprogramms. Tübingen 2015, ISBN 3-16-154035-2.